# L'immensità/Canta ragazzina
L'immensità/Canta ragazzina è l'80° singolo di Mina, pubblicato a febbraio del 1967 su vinile a 45 giri dall'etichetta Ri-Fi.

## Il disco
Primo singolo del 1967 in cui Mina prosegue, e siamo al terzo anno consecutivo, l'abitudine di 'ripescare' belle canzoni in gara al Festival di Sanremo appena concluso.
Il disco di Mina ottiene una tiepida accoglienza: quattro settimane in classifica, quattordicesima la massima posizione raggiunta ad aprile. Tuttavia il tempo stabilirà che la sua cover de L'immensità resta una delle interpretazioni di maggior spessore di questo pezzo.
Mina è accompagnata nei due brani da Augusto Martelli con la sua orchestra.
Sempre nel 1967 la cantante inciderà le versioni in lingua spagnola di entrambe le canzoni, intitolate rispettivamente Canta muchachita e La inmensidad (non sono noti gli autori dei testi), reperibili nella raccolta Mina latina, pubblicata su CD nel 1998.

## L'immensità
Presentata al Festival di Sanremo 1967 dall'autore Don Backy e da Johnny Dorelli, si piazza al 9º posto nella classifica finale, ma è in assoluto il 45 giri più venduto della manifestazione e diventa in breve uno dei maggiori successi commerciali per entrambi gli artisti (Dorelli terzo nelle vendite settimanali a marzo e per tutto aprile, Don Backy nono a febbraio).
Mina promuove la sua versione nella quarta puntata (22 aprile 1967) dello show Sabato sera da lei condotto; a maggio la inserisce nell'LP Sabato sera - Studio Uno '67 e infine la utilizza nel quinto ciclo di caroselli per la Barilla, trasmessi in autunno.
Il video dell'esibizione a Sabato sera è compreso nel DVD Gli anni Rai 1967 vol. 6, che fa parte di un cofanetto monografico pubblicato da Rai Trade e GSU nel 2008.

## Canta ragazzina
Altro brano da Sanremo 1967, questa volta presentato da Bobby Solo e Connie Francis, neppure arrivato in finale.
Mai cantato dal vivo in nessuno spettacolo televisivo della cantante, sarà inserito soltanto nella rarissima raccolta su doppio 33 giri Mina con voi (1969) e nell'antologia Un anno d’amore (1996).
Sempre nel 1967 il gruppo Cristina e Los Stop registrano una cover in spagnolo dal titolo Canta muchachita (Belter, 51.760), inserita nell'album Los Stop del 1968 (Belter, 22.222).
La canzone è stata utilizzata nella colonna sonora del film di Pappi Corsicato Il seme della discordia del 2008.

## Tracce
Lato A
1. L'immensità – 2:36 (testo: Mogol – musica: Don Backy, Detto Mariano; edizioni musicali Clan)

Lato B
1. Canta ragazzina – 3:06 (testo: Claudio Marcello Depedrini 'Prog' – musica: Iller Pattacini, Carlo Donida; edizioni musicali Fama)